# Asesinato de Juan Jumalon
El asesinato de Juan Jumalon se produjo el 5 de noviembre de 2023 durante la emisión en directo de la emisora de radio local 94.7 Gold Mega Calamba FM en un estudio situado en Calamba, Misamis Occidental, Filipinas.

## Principal
Juan Tumpag Jumalon (2 de agosto de 1966 — 5 de noviembre de 2023), conocido también como DJ Johnny Walker, fue un locutor de radio filipino. Trabajó como presentador en la emisora de radio local 94.7 Gold Mega Calamba FM hasta que fue asesinado a tiros durante una emisión en directo por un desconocido en su casa de Calamba, Misamis Oriental.
Juan Jumalon se convirtió en el segundo periodista asesinado en la isla de Mindanao mientras estaba en antena desde 1985, el cuarto periodista asesinado bajo el gobierno de Bongbong Marcos desde que asumió el poder en junio de 2022, y el 199 en total desde 1986. Antes de su muerte, Jumalon retransmitía regularmente desde el estudio de la emisora de radio 94.7 Gold Mega Calamba FM en su página de Facebook, que cuenta con unos 2.400 seguidores. Según el Comité para la Protección de los Periodistas, en 2023 Filipinas era el octavo lugar más peligroso del mundo para los periodistas.

## Asesinato
El 5 de noviembre de 2023, en su casa de Calamba, Misamis Occidental, Juan Jumalon, también conocido en antena como Johnny Walker, transmitía desde el estudio de su emisora de radio 94.7 Gold Mega Calamba FM en Facebook. Hacia las 5:22 am (UTC+8), dos hombres con gorra aparecieron en la puerta de la casa con el pretexto de hacer un anuncio público de que faltaban las pertenencias del militante. Después de que el personal accediera, uno de los hombres cogió una pistola y apuntó con ella a un miembro del personal, mientras que el otro entró en la sala de radio, donde disparó dos veces al locutor, alcanzándole en el labio inferior y en la nuca. Jumalon tenía 57 años en el momento del asesinato. El autor del crimen robó el collar y huyó rápidamente con un tercer cómplice en moto que hacía de vigía. El asesinato se grabó en directo en Facebook y por circuito cerrado de televisión; en el primero se ve cómo sale sangre de la boca de Jumalon tras recibir el disparo, con música instrumental en directo. La emisión original en directo de Jumalon se borró de Facebook antes de que los usuarios de Internet publicaran la grabación de pantalla que captaba el momento del asesinato.
Los familiares llevaron rápidamente a Jumalon al hospital, pero al llegar murió de camino al hospital. La familia declaró que no había recibido amenazas contra Jumalon. La viuda de Jumalon, Jerrebel Jumalon, cree que el motivo del asesinato de su marido fue la animadversión personal, ya que el presentador de televisión asesinado había centrado su programa de radio únicamente en el entretenimiento. La señora Jumalon declaró que, antes de que mataran a su marido, éste había ganado un pleito en los tribunales por una disputa sobre el terreno en el que estaba ubicada su emisora de radio.

## Investigación
La policía aún no ha identificado al menos a tres sospechosos del asesinato, incluidos los dos pistoleros y el conductor que huyó del lugar. Se está investigando si se trata de un asesinato laboral o personal. El 6 de noviembre, la policía hizo público el retrato robot de uno de los sospechosos del asesinato de la presentadora de televisión. El director de la policía de Misamis Occidental, coronel Dwight Monato, declaró que dos días antes de su muerte, Jumalon mantuvo una violenta disputa por unas tierras con dos personas. También añadió que el autor utilizó una pistola del calibre 45 para cometer el crimen. El 8 de noviembre, la policía dijo que había identificado el nombre de uno de los sospechosos, pero no lo había revelado porque la investigación seguía su curso. Los tres sospechosos han sido acusados de asesinato y robo.

## Reacciones
El Presidente Bongbong Marcos condenó el asesinato de Jumalon y pidió a la policía nacional que localizara al autor. Marcos añadió que "los ataques a periodistas son inaceptables en nuestra democracia". El Sindicato Nacional de Periodistas de Filipinas (NUJP) y el Consejo Independiente de Prensa de Mindanao (MIPC) calificaron el asesinato de "descarado" y "bárbaro". La Oficina Presidencial de Comunicación (OPC) dio el pésame a la familia de Jumalon y condenó el ataque contra los periodistas. Los senadores Bong Revilla y Robin Padilla pidieron a las fuerzas del orden una investigación rápida, mientras que el presidente de la Cámara de Representantes, Martin Romualdez, se mostró "profundamente entristecido" por el asesinato.
Human Rights Watch pidió a Marcos que tomara medidas para evitar más muertes de periodistas.